# Assedio di Malta (1429)
L'assedio di Malta del 1429 fu un tentativo dei saraceni hafsidi di conquistare l'isola di Malta, allora parte del Regno di Sicilia. Gli invasori furono respinti, ma molti maltesi furono uccisi o ridotti in schiavitù.

## Contesto storico
Nel XV secolo l'arcipelago maltese era stato completamente cristianizzato ed erano appena stato liberate dal feudalesimo nel 1426.
A quel tempo Malta aveva una popolazione di circa 16 000-18 000 persone e la sua difesa era affidata ad un esercito aragonese e a 300 soldati dejma maltesi ma, durante la difesa contro gli invasori, circa 4 000 uomini presero le armi.

## Assedio
Nel settembre del 1429 un esercito di circa 18 000 saraceni hafsidi guidato da Kaid Ridavan arrivò a Malta dalla Tunisia. Gli hafsidi attaccarono inizialmente la capitale Mdina ma, dopo tre giorni di aspri combattimenti, desistettero dall'impresa e saccheggiarono le città vicine, come il monastero agostiniano di Rabat che fu distrutto dagli invasori.
Durante l'assedio 3 000 abitanti maltesi furono presi prigionieri dai saraceni, mentre molti altri vennero uccisi. Negli anni successivi i governanti della Sicilia incoraggiarono l'immigrazione verso Malta per incrementare la popolazione decimata. L'assedio devastò Malta e i suoi effetti furono avvertiti anche negli anni successivi.
Secondo le leggende locali San Giorgio, San Paolo e Sant'Agata aiutarono i maltesi durante l'assedio. San Paolo apparve su un cavallo bianco con un pugnale in mano per difendere i maltesi e così venne ritratto nel 1682 da Mattia Preti in un dipinto che oggi si trova all'interno della Cattedrale di San Paolo a Mdina.
Nonostante sia meno noto rispetto all'assedio del 1565, secondo alcuni storici, l'assedio del 1429 fu peggiore perché i maltesi combatterono gli invasori senza alcun aiuto straniero.